# Ichthyotringa
Ichthyotringa è un genere di pesci ossei estinto, appartenente agli aulopiformi. Visse nel Cretaceo superiore (Cenomaniano – Santoniano, circa 98 – 82 milioni di anni fa) e i suoi resti fossili sono stati ritrovati in Nordamerica, Asia, Africa ed Europa.

## Descrizione
Questo pesce era di dimensioni medio piccole: gli esemplari più grandi non superava mai i 30 centimetri di lunghezza, mentre la taglia di quelli più piccoli era di pochi centimetri. Ichthyotringa era caratterizzato dalla testa che si allungava in un rostro estremamente allungato; in alcune specie la mascella superiore era più lunga di quella inferiore (ad esempio I. ferox), in altre specie la lunghezza di mandibola e mascella era più o meno la stessa (ad esempio in I. africana). La premascella possedeva una punta acuminata ma priva di denti, e posteriormente era invece dotata di numerosi denti marginali aguzzi ma piccoli. L’osso palatino e il vomere erano invece dotati di grandi zanne. La mandibola, anch’essa allungata, era dotata di denti marginali piuttosto lunghi e aguzzi.
Il corpo di Ichthyotringa era basso ma relativamente corto in relazione alla straordinaria lunghezza cranica: il cranio era lungo circa un terzo dell’intero animale, e il numero di vertebre totali non superava la quarantina.

## Classificazione
Il genere Ichthyotringa venne istituito da Edward Drinker Cope nel 1878, in sostituzione del genere Rhinellus che Louis Agassiz aveva istituito nel 1844 ma che risultava essere già stato utilizzato per descrivere un altro animale. La specie tipo è Ichthyotringa tenuirostris, descritta da Cope sulla base di fossili ritrovati in Dakota del Sud e in Nebraska e risalente alla prima parte del Cretaceo superiore; questa specie è anche l’unica rinvenuta in Nordamerica. Numerose altre specie attribuite a Ichthyotringa sono state ritrovate nella zona dell’antico mare della Tetide: I. furcata (inizialmente descritto da Agassiz come Rhinellus furcatus) è stata ritrovata in terreni del Santoniano del Libano e della Germania, I. ferox e I. damoni (entrambe istituite da Davis nel 1887) provengono dal Santoniano del Libano, I. delicata (la più antica, descritta da Hay nel 1903) dal Cenomaniano del Libano e I. africana (Arambourg, 1954) è nota in Marocco e in Italia (Cinto Euganeo) in terreni del Cenomaniano-Turoniano.

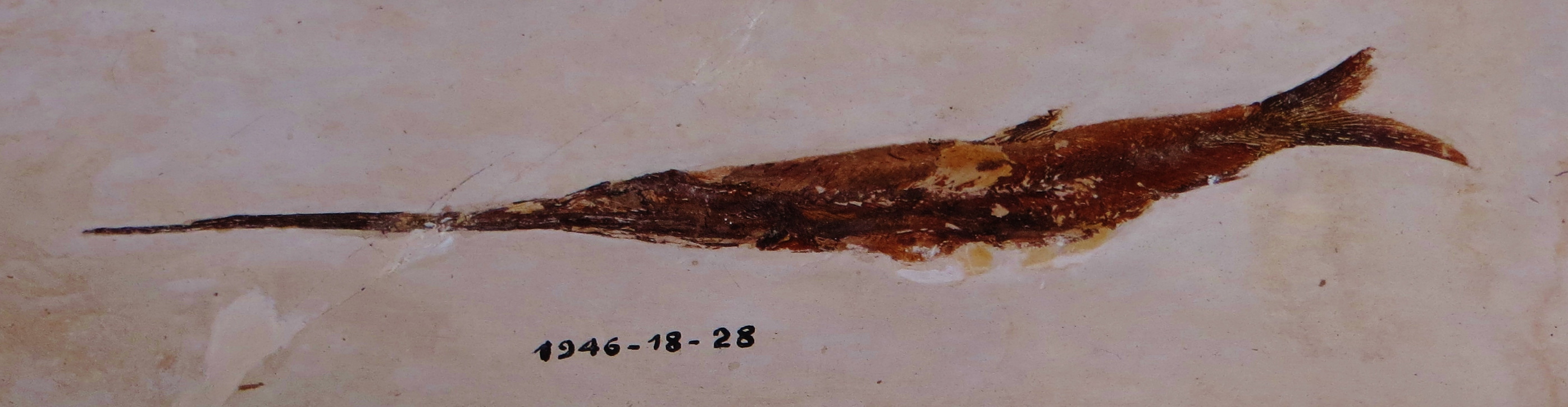
Fossile di Ichthyotringa damoni

Ichthyotringa è stato attribuito variamente ai salmoniformi, ai mictofiiformi o agli aulopiformi. Attualmente è considerato un aulopiforme, in particolare un rappresentante del gruppo estinto degli Enchodontoidei. È stato sovente avvicinato al genere Apateopholis, ma nonostante la somiglianza morfologica quest’ultimo possiede caratteristiche osteologiche molto diverse da Ichthyotringa, come la mancanza di orbitosfenoide, basisfenoide e sopratemporale, la presenza di ossa dermiche ornate di tubercoli e il preopercolare dotato di una robusta spina. 

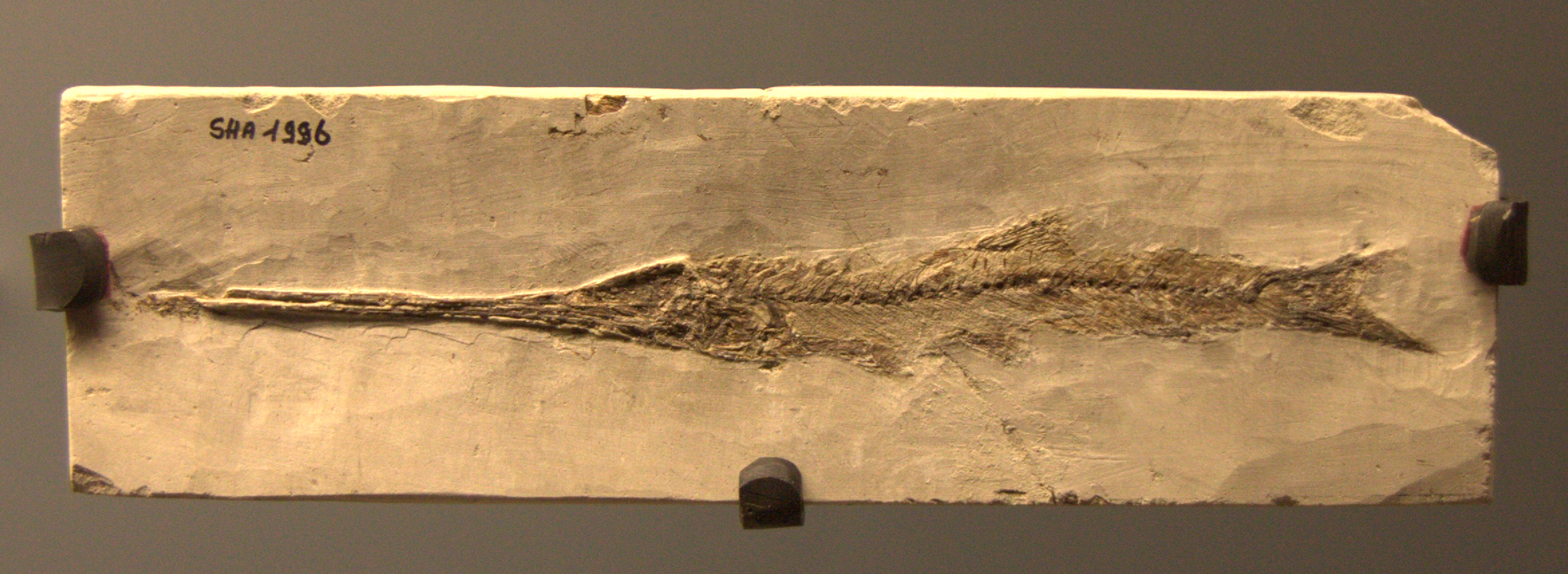
Fossile di Ichthyotringa

## Paleobiologia
Come tutti i rappresentanti degli encodontoidi, anche Ichthyotringa doveva essere un vorace predatore: si muoveva velocemente grazie alla forma idrodinamica del corpo e probabilmente si cibava di pesci più piccoli nei mari del Cretaceo superiore.